# Lục Dận
Lục Dận (chữ Hán: 陸胤; ?-?), tự Kính Tông (敬宗), là một đại thần nhà Đông Ngô, cháu của Lục Tốn tổng chỉ huy quân Ngô đàn áp cuộc khởi nghĩa của Bà Triệu vào năm 248.

## Tiểu sử
Lục Dận người Ngô quận, Ngô huyện (nay thuộc thành phố Tô Châu, tỉnh Giang Tô, Trung Quốc), là cháu của Đại đô đốc Lục Tốn và là em ruột của Tả thừa tướng Đông Ngô Lục Khải.
Lục Dận khi còn trẻ đã làm quan Đông Ngô, nhậm chức Ngự sử. Thái tử Tôn Hòa nghe danh kết bạn, rất biệt đãi Lục Dận. Dận từng được Ngô chủ Tôn Quyền phong làm Thứ sử Giao Châu, An Nam hiệu úy đem theo 8000 quân sang đàn áp cuộc khởi nghĩa của Bà Triệu vào năm 248, khiến Giao Châu trở lại thành một đơn vị hành chính của Đông Ngô.

## Gia đình
- Cha: Lục Khải (陸凱)
  - Anh trai: Lục Y (陸禕), con trưởng của Lục Khải
  - Con trai: Lục Thức (陸式)
- Bác trai: Lục Khang (陸康)
  - Anh em họ: Lục Tích (陸績), con út của Lục Khang, một trong Nhị thập tứ hiếu, nhận chức Thái thú Du Lâm
    - Cháu họ:
      - Lục Hoành (陸宏), con cả của Lục Tích, nhận chức Đô Úy ở phía nam Cối Kê
      - Lục Duệ (陸叡), con thứ của Lục Tích
      - Lục Uât Sinh (陸鬱生), con gái của Lục Tích